# Svetlana Zakhàrova
Svetlana Zakhàrova   (Lutsk, 10 de juny de 1979), nom complet amb patronímic Svetlana Iúrievna Zakhàrova, rus: Светла́на Ю́рьевна Заха́рова, és una ballarina de ballet clàssic russa.
Als sis anys, la seva mare la va inscriure a una escola de danses folklòriques en una escola local. Als 10 anys, Svetlana va fer una audició i va ser acceptada a l'Escola Coreogràfica de Kíev.
Quatre mesos després, el seu pare va ser assignat a l'exèrcit d'Alemanya de l'Est. És per això que la ballarina va haver d'abandonar l'Escola a Kíev. No obstant això, després de sis mesos, la seva família va tornar a Ucraïna i Svetlana aficionà de nou, i immediatament es va unir al segon curs, dirigit per la mestra Valeria Suléguina.
Zakhàrova des d'aquest moment va cridar l'atenció de les millors escoles de dansa i per aquest motiu va rebre una invitació per realitzar un paper com a solista al ballet "Don Quixot". Quan va arribar a l'edat de disset anys es va graduar per l'escola Vaganova i va aconseguir debutar amb la companyia de ballet de Teatre de Mariinsky.
Va realitzar diversos ballet com: "La Font de Bakhtxisarai", "Li Corsaire", "The 7th Waltz and Mazurka" i "Chopiniana".
Va adquirir realment el prestigi i l'èxit, que encara segueix mantenint, quan va realitzar el paper de Giselle (la protagonista) del ballet que es diu de la mateixa manera (Giselle), dies després de l'estrena del ballet va rebre una oferta de Vladímir Vassíliev per unir-se a la companyia de ballet Teatre Bolxoi a Moscou.
En aquest punt de la seva història Svetlana Zakhàrova es va començar a conèixer internacionalment. Va signar un contracte amb l'Òpera de Paris per "Bayadère". Aquest esdeveniment va tenir una gran rellevància ja que va ser la primera vegada que un ballarí rus va tenir la sort i oportunitat de poder actuar a la capital francesa.
A hores d'ara Zakhàrova fa gires per tots els teatres del món: London Covent Garden, Buenos Aires, Teatro di sant Carlo a Napoli, Teatre Nacional a Tòquio, Nova York Metropolitan Opera, Vienna Opera, Byarische Saatsoper en Múnich. També ha actuat a Austràlia i en llocs de Sud-amèrica. A més com a dada rellevant La Scala va signar un contracte amb ella per un temps prolongat i va tenir l'honor de ser premiada amb l'"étoile" de l'Estat. Cap ballarí procedent de Rússia havia tingut aquest honor abans.
L'any 2003 va acceptar un contracte amb la companyia de ballet de Teatre Bolxoi i la primera actuació que va realitzar per aquesta companyia va ser l'estrena de ballet "La Fille du Pharaon", el coreògraf d'aquest ballet Pierre Lacotte.
El 2006 es va convertir en membre de Consell Presencial per a la Cultura i l'Art i el 2007 la van premiar amb el Premi Estatal de la Federació Russa i finalment en 2008 va ser escollida Diputada de la Duma Estatal. Va tenir el privilegi de participar en la Cerimònia d'Obertura dels Jocs Olímpics d'Hivern de 2014 de Sotxi l'any 2014.
En l'actualitat, Zakhàrova fa gires i balla com a convidada en les companyies més importants del món. És considerada una de les més importants ballarines de la seva generació i és molt admirada per la seva excel·lent tècnica, els seus magnífics peus, la seva extrema flexibilitat i la seva musicalitat.